# Bergerac
Bergerac (en occitano Brageirac [bradzεj'ra]) es una localidad francesa y Ciudad situada en el departamento de la Dordoña, en la región de Nueva Aquitania.
Forma parte de la Via Lemovicensis del Camino de Santiago.

## Demografía
| 11 720 | 8 544 | 8 665 | 8 044 | 10 102 | 9 285 | 9 873 | 10 402 | 10 875 | 12 116 | 12 123 | 11 699 | 13 120 | 15 042 | 14 353 | 14 735 | 15 642 | 15 936 | 15 623 | 16 162 | 17 041 | 16 593 | 17 520 | 18 902 | 22 525 | 23 622 | 25 185 | 27 165 | 27 764 | 26 832 | 26 899 | 26 053 | 27 601 |
| Para los censos de 1962 a 1999 la población legal corresponde a la población sin duplicidades (Fuente: INSEE [Consultar]) |       |       |       |        |       |       |        |        |        |        |        |        |        |        |        |        |        |        |        |        |        |        |        |        |        |        |        |        |        |        |        |        |

## Clima

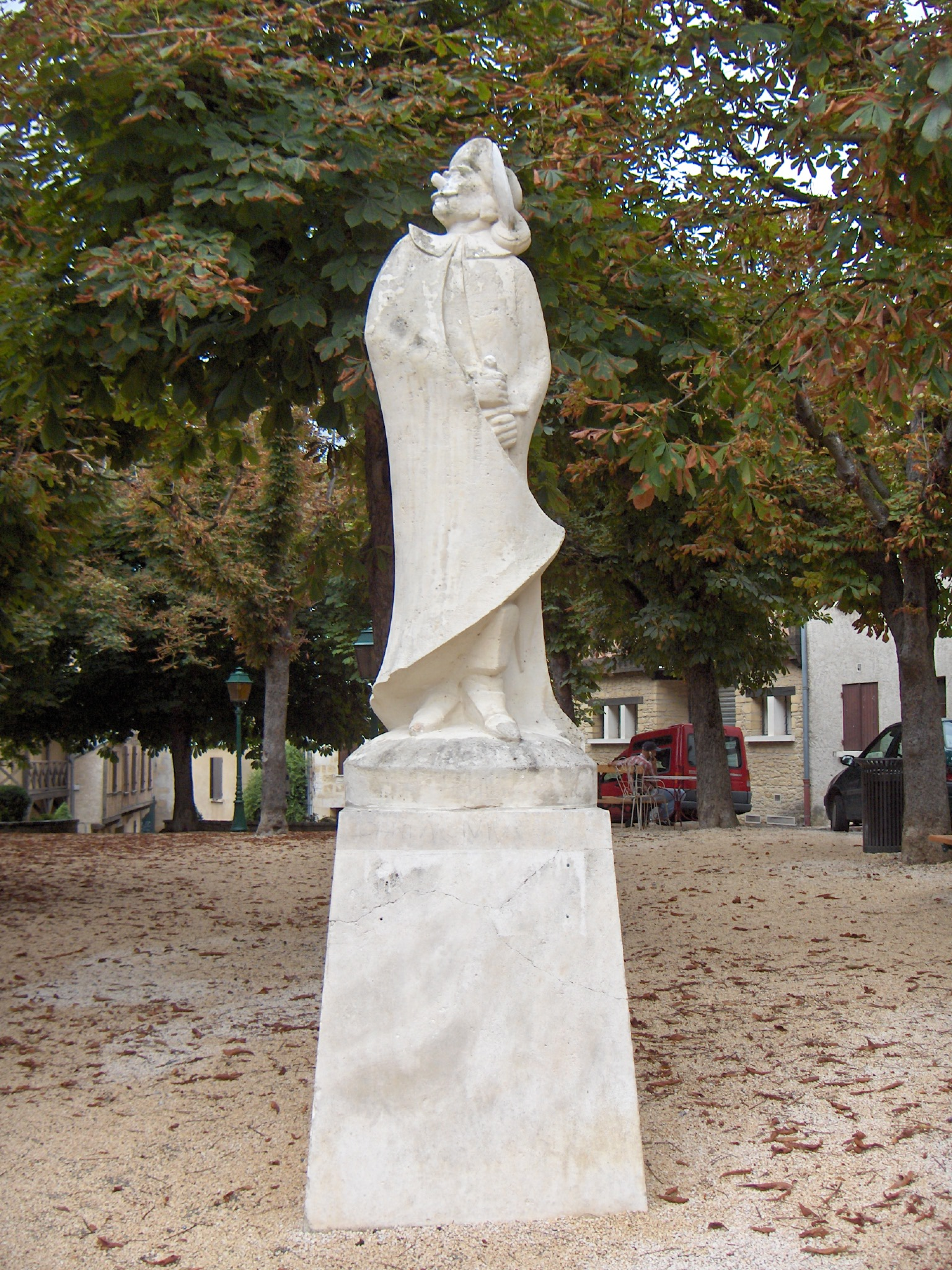
Estatua de Cyrano de Bergerac

| Parámetros climáticos promedio de Bergerac, Dordoña (normales 1981–2010) | Parámetros climáticos promedio de Bergerac, Dordoña (normales 1981–2010) | Parámetros climáticos promedio de Bergerac, Dordoña (normales 1981–2010) | Parámetros climáticos promedio de Bergerac, Dordoña (normales 1981–2010) | Parámetros climáticos promedio de Bergerac, Dordoña (normales 1981–2010) | Parámetros climáticos promedio de Bergerac, Dordoña (normales 1981–2010) | Parámetros climáticos promedio de Bergerac, Dordoña (normales 1981–2010) | Parámetros climáticos promedio de Bergerac, Dordoña (normales 1981–2010) | Parámetros climáticos promedio de Bergerac, Dordoña (normales 1981–2010) | Parámetros climáticos promedio de Bergerac, Dordoña (normales 1981–2010) | Parámetros climáticos promedio de Bergerac, Dordoña (normales 1981–2010) | Parámetros climáticos promedio de Bergerac, Dordoña (normales 1981–2010) | Parámetros climáticos promedio de Bergerac, Dordoña (normales 1981–2010) | Parámetros climáticos promedio de Bergerac, Dordoña (normales 1981–2010) |
| Mes                                                                      | Ene.                                                                     | Feb.                                                                     | Mar.                                                                     | Abr.                                                                     | May.                                                                     | Jun.                                                                     | Jul.                                                                     | Ago.                                                                     | Sep.                                                                     | Oct.                                                                     | Nov.                                                                     | Dic.                                                                     | Anual                                                                    |
| ------------------------------------------------------------------------ | ------------------------------------------------------------------------ | ------------------------------------------------------------------------ | ------------------------------------------------------------------------ | ------------------------------------------------------------------------ | ------------------------------------------------------------------------ | ------------------------------------------------------------------------ | ------------------------------------------------------------------------ | ------------------------------------------------------------------------ | ------------------------------------------------------------------------ | ------------------------------------------------------------------------ | ------------------------------------------------------------------------ | ------------------------------------------------------------------------ | ------------------------------------------------------------------------ |
| Temp. máx. abs. (°C)                                                     | 19.1                                                                     | 25.9                                                                     | 26.6                                                                     | 29.7                                                                     | 33.2                                                                     | 39.5                                                                     | 40.5                                                                     | 41.1                                                                     | 37.5                                                                     | 31.5                                                                     | 24.8                                                                     | 20.0                                                                     | 41.1                                                                     |
| Temp. máx. media (°C)                                                    | 9.8                                                                      | 11.9                                                                     | 15.5                                                                     | 17.5                                                                     | 22.1                                                                     | 25.2                                                                     | 27.4                                                                     | 27.7                                                                     | 23.9                                                                     | 19.6                                                                     | 13.3                                                                     | 10.0                                                                     | 18.7                                                                     |
| Temp. mín. media (°C)                                                    | 1.7                                                                      | 1.6                                                                      | 3.7                                                                      | 6.0                                                                      | 9.9                                                                      | 13.0                                                                     | 14.5                                                                     | 14.4                                                                     | 10.7                                                                     | 8.6                                                                      | 4.4                                                                      | 2.0                                                                      | 7.5                                                                      |
| Temp. mín. abs. (°C)                                                     | -10.5                                                                    | -17.1                                                                    | -12.0                                                                    | -5.1                                                                     | -0.7                                                                     | 2.9                                                                      | 6.7                                                                      | 4.8                                                                      | 1.2                                                                      | -5.5                                                                     | -9.8                                                                     | -12.4                                                                    | -17.1                                                                    |
| Precipitación total (mm)                                                 | 65.7                                                                     | 56.0                                                                     | 56.7                                                                     | 76.3                                                                     | 75.9                                                                     | 59.8                                                                     | 54.6                                                                     | 63.4                                                                     | 63.8                                                                     | 76.1                                                                     | 72.5                                                                     | 79.9                                                                     | 800.7                                                                    |
| Días de precipitaciones (≥ 1 mm)                                         | 11.4                                                                     | 9.0                                                                      | 9.5                                                                      | 12.2                                                                     | 9.8                                                                      | 8.5                                                                      | 7.3                                                                      | 7.5                                                                      | 8.5                                                                      | 9.5                                                                      | 10.9                                                                     | 10.3                                                                     | 114.4                                                                    |
| Horas de sol                                                             | 85.4                                                                     | 111.3                                                                    | 167.4                                                                    | 178.0                                                                    | 210.8                                                                    | 231.7                                                                    | 248.0                                                                    | 240.2                                                                    | 199.3                                                                    | 136.9                                                                    | 88.7                                                                     | 78.2                                                                     | 1976.0                                                                   |
| Fuente: Météo-France                                                     |                                                                          |                                                                          |                                                                          |                                                                          |                                                                          |                                                                          |                                                                          |                                                                          |                                                                          |                                                                          |                                                                          |                                                                          |                                                                          |

## Ciudades hermanadas
- Repentigny, Canadá desde 1997.
- Faenza, Italia desde 1998.

## Puntos de interés
- Arboretum de Podestat